# Кішка серед голубів
«Кішка серед голубів» (англ. Cat Among the Pigeons) — пізній роман англійської письменниці Агати Крісті, який можна віднести, як до детективного, так і до шпигунського жанру. Один з нечисленних і, напевно, найяскравіший зразок шпигунського детективу у творчості А. Крісті. Останній твір, де Еркюль Пуаро зображений детективом, який ще не відійшов від справ. Уперше опублікований 2 листопада 1959 року.

## Сюжет
Події твору розгортаються у вигаданій престижній англійській школі-інтернаті для дівчат Meadowbank School, у близькосхідній країні Рамат, у Лондоні, а також в Анатолії (незначний епізод). У центрі роману лежить розслідування вбивства вчительки фізкультури, тіло якої знаходять вночі в спортивному залі згаданої школи.
Зав'язка роману відбувається за три місяці до початку основних подій у столиці королівства Рамат напередодні революції, що відбулася там, і пов'язана з долею коштовностей, що належать скинутій королівській родині.

## Цікаві факти
З погляду класичного детективу «Кішка серед голубів» суттєво поступається іншим романам А. Крісті за участю Еркюля Пуаро або міс Марпл, у тому числі пізнішим, як, наприклад, «Годинники». Роман цікавий, насамперед, як експеримент А. Крісті в нехарактерному для неї шпигунському жанрі.